# Юнацький чемпіонат АФФ з футболу (U-16)
Юнацький чемпіонат АФФ з футболу — щорічний міжнародний футбольний турнір, який розігрується між юнацькими командами членів Федерації футболу АСЕАН (АФФ), на який іноді запрошуються збірні з решти країн Азії. 

## Історія
Турнір почав розігруватись з 2002 року на рівні юнацьких збірних до 17 років, однак 2008 року АФФ послідувло за ініціативою Азійської футбольної конфедерації після того, як на юнацькому чемпіонаті Азії був зменшений віковий ценз до 16 років.

## Призери
| 2002 Деталі | Малайзія · Індонезія | М'янма    | 4 — 1           | Лаос      | Індонезія     | 1 — 0           | Малайзія  |
| 2005 Деталі | Таїланд              | М'янма    | 1 — 1 4–3 пен.  | Таїланд   | Лаос          | 3 — 1           | Малайзія  |
| 2006 Деталі | В'єтнам              | В'єтнам   | Кругова система | М'янма    | Бангладеш     | Кругова система | Лаос      |
| 2007 Деталі | Камбоджа             | Таїланд   | 3 — 2           | Лаос      | В'єтнам       | 1 — 1 4–3 пен.  | Індонезія |
| 2008 Деталі | Indonesia            | Австралія | 1 — 1 5–4 пен.  | Бахрейн   | Малайзія      | 3 — 0           | Сінгапур  |
| 2009 Деталі | Таїланд              | Скасовано | Скасовано       | Скасовано | Скасовано     | Скасовано       | Скасовано |
| 2010 Деталі | Індонезія            | В'єтнам   | 1 — 0           | КНР       | Східний Тимор | 2 — 0           | Індонезія |
| 2011 Деталі | Лаос                 | Таїланд   | 1 — 0           | Лаос      | М'янма        | 2 — 1           | Сінгапур  |
| 2012 Деталі | Лаос                 | Японія    | 3 — 1           | Австралія | Лаос          | 3 — 0           | Таїланд   |
| 2013 Деталі | М'янма               | Малайзія  | 1 — 1 3–2 пен.  | Індонезія | Австралія     | 0 — 0 7–6 пен.  | В'єтнам   |
| 2014 Деталі | Індонезія            | Скасовано | Скасовано       | Скасовано | Скасовано     | Скасовано       | Скасовано |
| 2015 Деталі | Камбоджа             | Таїланд   | 3 — 0           | М'янма    | Австралія     | 10 — 2          | Лаос      |
| 2016 Деталі | Камбоджа             | Австралія | 3 — 3 5–3 пен.  | В'єтнам   | Таїланд       | 3 — 0           | Камбоджа  |
| 2017 Деталі | Таїланд              | В'єтнам   | 0 — 0 4–2 пен.  | Таїланд   | Австралія     | 3 — 2           | Малайзія  |
| 2018 Деталі | Камбоджа             |           |                 |           |               |                 |           |